# 18 Lyncis
18 Lyncis är en orange jättestjärna i stjärnbilden Lodjuret. Stjärnans har visuell magnitud +5,20 och är således svagt synlig för blotta ögat.